# Warmberg
Warmberg ist ein mit Verordnung des Regierungspräsidiums Tübingen vom 20. Dezember 1994 ausgewiesenes Naturschutzgebiet mit der Nummer 4.250.

## Lage
Das Naturschutzgebiet befindet sich im Naturraum Mittlere Kuppenalb. Es handelt sich um eine Bergkuppe knapp zwei Kilometer südlich des Ortsteils Oberstetten der Gemeinde Hohenstein. Das Schutzgebiet ist Teil des FFH-Gebiets Nr. 7621-341 Gebiete um Trochtelfingen.

## Schutzzweck
Laut Verordnung ist der Schutzzweck
- die Erhaltung eines für die Mittlere Kuppenalb charakteristischen, reichstrukturierten Landschaftsteils aus Wacholderheide, Acker- und Wiesenflächen, Hecken, Feldgehölzen und Waldanteilen,
- die Erhaltung des aufgrund dieses Biotopmosaiks reizvollen, für die Mittlere Kuppenalb typischen Landschaftsbildes mit seinem großen Erholungswert,
- die Erhaltung, Pflege und Verbesserung großflächiger Halbtrockenrasen und magerer Mähwiesen mit ihren zum Teil stark gefährdeten Pflanzen- und Tierarten,
- die Erhaltung der im Gebiet vorhandenen Sandgruben einschließlich der standorttypischen Vegetation als kulturhistorisches Zeugnis der Landeskultur,
- die Erhaltung eines Biotopverbundes zwischen den Wacholderheideflächen am Warmberg und den westlich benachbarten Heideflächen.

## Flora und Fauna
Im Gebiet wurden etwa 300 Pflanzenarten nachgewiesen, wobei die Flächen der Wacholderheide den größten Artenreichtum aufweisen. Hervorzuheben sind die stark gefährdeten Arten Gewöhnliches Katzenpfötchen und Alpen-Pippau. Am Warmberg konnten 46 Vogelarten festgestellt werden, davon stehen zwei Arten auf der Liste der in Baden-Württemberg stark gefährdeten Brutvögel: Baumpieper und Bluthänfling. Im Gebiet wurden bisher 59 Tagfalterarten registriert. Dazu zählt der in Deutschland vom Aussterben bedrohte Weißdolch-Bläuling sowie der stark gefährdete Quendel-Ameisenbläuling.